# Hyperaspis proba
Hyperaspis proba är en skalbaggsart som först beskrevs av Thomas Say 1826.  Hyperaspis proba ingår i släktet Hyperaspis och familjen nyckelpigor. Inga underarter finns listade i Catalogue of Life.